# 小森結梨
小森 結梨（こもり ゆり、2月22日 - ）は、日本の女性声優。神奈川県出身。東京俳優生活協同組合所属。

## 略歴
2020年4月より東京俳優生活協同組合に所属。同期に梅澤めぐ、紫月杏朱彩ら。
2023年4月6日に自身のTwitterを開設し、同日のテレビアニメ『アイドルマスター シンデレラガールズ U149』第1話放送後に、同作の古賀小春役に抜擢されたことを発表。
2023年9月28日、AKIBAカルチャーズ劇場がプロデュースする「声優アイドル」総合プロジェクトの「ツボミシンフォニー」およびツボミシンフォニー内のユニット「H4K」に所属。

## 人物
声種はメゾソプラノ。特技はヘアアレンジと菓子作り。趣味は食べ歩き、ゲーム、映画鑑賞、水泳。

## 出演
太字はメインキャラクター。

### テレビアニメ
- RPG不動産（2022年、ミモ[1]、団子モンスターA）
- アイドルマスター シンデレラガールズ U149（2023年、古賀小春[10]）
- ワンルーム、日当たり普通、天使つき。（2024年、子供）

### ゲーム
2021年
- 誰ガ為のアルケミスト（ユラ）
- ブラウンダスト（アルムー）
- けものフレンズ3（ホッキョクギツネ）

2022年
- クイズRPG 魔法使いと黒猫のウィズ（イザナイ）

2023年
- アイドルマスター シンデレラガールズ スターライトステージ（古賀小春）
- アーテリーギア-機動戦姫-（修羅〈子供〉）

2024年
- 逆転オセロニア（アルト）

### インターネット番組
- ツボミシンフォニー劇場発（2023年 - 2025年、ニコニコ動画）- ※回替わり出演
- はなまきこもちぃ（2024年 - 、ニコニコ生放送）
- 小森結梨のひきこもりゲーム部屋（2024年 - 、OPENREC.tv）

### 朗読劇
- 朗読劇『カラフル』（2024年11月9日 - 10日、CBGKシブゲキ!!）- 植田千晴 役
- 朗読×ACT『アイディール・セミナー/Final session』（2025年6月4日 - 5日、こくみん共済 coop ホール／スペース・ゼロ）- 東條朱音 役
- ライブ×リーディング『KAWAII偶像パラドキシカル』（2025年7月31日、8月2日、CBGKシブゲキ!!）- アワ和 役

## ディスコグラフィ

### キャラクターソング
| 発売日   | 商品名 | 歌 | 楽曲                                                    | 備考                                                                       |
| 2023年   | 2023年 | 2023年 | 2023年                                                  | 2023年                                                                     |
| -------- | --- | --- | ------------------------------------------------------- | -------------------------------------------------------------------------- |
| 4月19日  | THE IDOLM@STER CINDERELLA GIRLS U149 ANIMATION MASTER 01 Shine In The Sky☆                                            | U149 | 「Shine In The Sky☆」                                   | テレビアニメ『アイドルマスター シンデレラガールズ U149』オープニングテーマ |
| 4月19日  | THE IDOLM@STER CINDERELLA GIRLS U149 ANIMATION MASTER 01 Shine In The Sky☆                                            | 古賀小春（小森結梨）                                                                                             | 「Shine In The Sky☆」                                   | テレビアニメ『アイドルマスター シンデレラガールズ U149』関連曲             |
| 5月10日  | THE IDOLM@STER CINDERELLA GIRLS U149 ANIMATION MASTER 02 よりみちリトルスター                                         | U149 | 「よりみちリトルスター」                                | テレビアニメ『アイドルマスター シンデレラガールズ U149』エンディングテーマ |
| 6月21日  | THE IDOLM@STER CINDERELLA GIRLS U149 ANIMATION MASTER 04                                                              | U149 | 「ゼロトゥワン!!」                                      | テレビアニメ『アイドルマスター シンデレラガールズ U149』挿入歌             |
| 6月21日  | THE IDOLM@STER CINDERELLA GIRLS U149 ANIMATION MASTER 04                                                              | 古賀小春（小森結梨）                                                                                             | 「アイム・ア・リトル・プリンセス 〜お星さまにお願い〜」 | テレビアニメ『アイドルマスター シンデレラガールズ U149』挿入歌             |
| 6月21日  | THE IDOLM@STER CINDERELLA GIRLS U149 ANIMATION MASTER 04                                                              | 古賀小春（小森結梨）                                                                                             | 「お願い！シンデレラ」                                  | テレビアニメ『アイドルマスター シンデレラガールズ U149』エンディングテーマ |
| 6月28日  | THE IDOLM@STER CINDERELLA GIRLS U149 ANIMATION MASTER 05 グッデイ・グッナイ                                           | U149 | 「グッデイ・グッナイ」                                  | テレビアニメ『アイドルマスター シンデレラガールズ U149』エンディングテーマ |
| 6月28日  | THE IDOLM@STER CINDERELLA GIRLS U149 ANIMATION MASTER 05 グッデイ・グッナイ                                           | U149 | 「ドレミファクトリー！」                                | テレビアニメ『アイドルマスター シンデレラガールズ U149』挿入歌             |
| 7月5日   | THE IDOLM@STER CINDERELLA GIRLS U149 ANIMATION MASTER 06 キラメキ☆                                                    | U149 | 「キラメキ☆」                                           | テレビアニメ『アイドルマスター シンデレラガールズ U149』挿入歌             |
| 7月5日   | THE IDOLM@STER CINDERELLA GIRLS U149 ANIMATION MASTER 06 キラメキ☆                                                    | 古賀小春（小森結梨）                                                                                             | 「キラメキ☆」 「ドレミファクトリー！」                  | テレビアニメ『アイドルマスター シンデレラガールズ U149』関連曲             |
| 11月11日 | TVアニメ「アイドルマスター シンデレラガールズU149 スペシャルトークイベント ～トゥインクルパーティ～」会場オリジナルCD | 古賀小春（小森結梨）                                                                                             | 「よりみちリトルスター」                                | テレビアニメ『アイドルマスター シンデレラガールズ U149』関連曲             |
| 2024年   | | |                                                         |                                                                            |
| 2月3日   | THE IDOLM@STER CINDERELLA GIRLS UNIT LIVE TOUR ConnecTrip! 石川公演&山形公演&岩手公演オリジナルCD                     | 古賀小春（小森結梨）                                                                                             | 「ゼロトゥワン!!」                                      | テレビアニメ『アイドルマスター シンデレラガールズ U149』関連曲             |
| 4月6日   | THE IDOLM@STER CINDERELLA GIRLS UNIT LIVE TOUR ConnecTrip! 大阪公演&福岡公演&東京公演オリジナルCD                     | 古賀小春（小森結梨）                                                                                             | 「グッデイ・グッナイ」                                  | テレビアニメ『アイドルマスター シンデレラガールズ U149』関連曲             |
| 6月19日  | THE IDOLM@STER CINDERELLA GIRLS STARLIGHT MASTER HEART TICKER! 07 ワタシ御伽ばなシ                                    | ライラ（市ノ瀬加那）、古賀小春（小森結梨）、喜多日菜子（深川芹亜）、双葉杏（五十嵐裕美）、森久保乃々（高橋花林） | 「ワタシ御伽ばなシ（M@STER VERSION）」                  | ゲーム『アイドルマスター シンデレラガールズ スターライトステージ』関連曲   |
| 6月19日  | THE IDOLM@STER CINDERELLA GIRLS STARLIGHT MASTER HEART TICKER! 07 ワタシ御伽ばなシ                                    | 古賀小春（小森結梨）                                                                                             | 「ワタシ御伽ばなシ（M@STER VERSION）」                  | ゲーム『アイドルマスター シンデレラガールズ スターライトステージ』関連曲   |
| 2025年   | | |                                                         |                                                                            |
| 4月12日  | THE IDOLM@STER CINDERELLA GIRLS U149 ソラシドリームパーティー会場オリジナルCD                                         | 古賀小春（小森結梨）                                                                                             | 「きゅん・きゅん・まっくす」                            | テレビアニメ『アイドルマスター シンデレラガールズ劇場』関連曲              |

## ライブ・イベント

### 合同ライブ
| 出演日              | タイトル                                                                                          | 会場                      |
| ------------------- | ------------------------------------------------------------------------------------------------- | ------------------------- |
| 2023年12月10日      | 異次元フェス アイドルマスター★♥ラブライブ!歌合戦                                                  | 東京ドーム（東京都）      |
| 2024年9月14日・15日 | THE IDOLM@STER CINDERELLA GIRLS STARLIGHT FANTASY                                                 | Kアリーナ横浜（神奈川県） |
| 2025年3月8日・9日   | THE IDOLM@STER CINDERELLA GIRLS STARLIGHT STAGE 10th ANNIVERSARY TOUR Let's AMUSEMENT!!! 大阪公演 | 大阪城ホール（大阪府）    |

### ユニットメンバー
1. 1 2 3 4 5  橘ありす（佐藤亜美菜）、櫻井桃華（照井春佳）、赤城みりあ（黒沢ともよ）、的場梨沙（集貝はな）、結城晴（小市眞琴）、佐々木千枝（今井麻夏）、龍崎薫（春瀬なつみ）、市原仁奈（久野美咲）、古賀小春（小森結梨）